# 3-ヒドロキシアントラニル酸-3,4-ジオキシゲナーゼ
3-ヒドロキシアントラニル酸-3,4-ジオキシゲナーゼ（3-hydroxyanthranilate 3,4-dioxygenase）は、トリプトファン代謝酵素の一つで、次の化学反応を触媒する酸化還元酵素である。
3-ヒドロキシアントラニル酸 + O2 {\displaystyle \rightleftharpoons } 2-アミノ-3-カルボキシムコン酸セミアルデヒド
反応式の通り、この酵素の基質は3-ヒドロキシアントラニル酸とO2、生成物は2-アミノ-3-カルボキシムコン酸セミアルデヒドである。補因子として鉄を用いる。
組織名は3-hydroxyanthranilate:oxygen 3,4-oxidoreductase (decyclizing)で別名に3-hydroxyanthranilate oxygenase、3-hydroxyanthranilic acid oxygenase、3-hydroxyanthranilic oxygenase、3-hydroxyanthranilic acid oxidase、3HAOがある。